# Туховища
Ту̀ховища (варианти на името Тувѝща или Ду̀ховища) е село в Югозападна България, част от община Сатовча, област Благоевград.

## География
Село Туховища се намира в югозападните Родопи и е част от историко-географската област Чеч. Намира се на близо 2 километра от границата с Гърция. Надморското равнище на селото е 700 – 999 метра, а площта на землището му е 17,151 кв. км. Селото граничи със землищата на следните села: на изток, където минава границата с Гърция, със землищата на обезлюдените села Борен и Манастир, на запад със землищата на Слащен и Вълкосел, на юг със землището на Годешево и на север със землището на Жижево. Намира се на 20 км южно от Сатовча.

### Релеф
Туховища е разположена в Дъбрашкият рид, ето защо релефът е предимно планински и полупланински, който във високите части минава в хълмист или хълмисто-планински, а на места е силно пресечен. В геоложно отношение землището е представено преди всичко от скали, гранити, риолити и пясъчници. Преобладават кафяви горски и песъкливо-глинести почви. Като цяло релефът е изключително разнообразен. Самото село е разположено на кръстопът между няколко малки ридове. В землището има равнинни местности (Широки поляни, Долния Зелен), скали, голи върхове и крайречен пролом. Над Туховища са разположени два от най-високите върхове в района – Чуката (местно име Митницата) на североизток с надморска височина 1010 м и първенецът в района връх Дикилиташ, по-известен сред местните като Побит камък, с височина 1100 м. Връх Дикилиташ е разположен между Туховища и Вълкосел. През късна есен и късна пролет, когато над селото и околните пада слана, над Дикилиташ валежите са от сняг.

### Климат
Климатът е преходно-континентален с подчертано планинско влияние във високите части (Чуката и Дикилиташ). Средна годишна температура е 10 °C, през зимата се образуват температурни инверсии. Средната януарска температура се движи според надморската височина между 0 °C до 7 °C. Лятото е топло и слънчево. Средната годишна максимална температура по долината на река Места е 32 – 36 °C, а в среднопланинската част 23 – 32 °C. Преобладават есенно-зимните и пролетно-летните валежи. Сезоните са ясно изразени – лятото топло, а зимата – умерено студена.

### Флора и фауна
Горският фонд е богат на иглолистни и широколистни видове – бор, смърч, бук, ела, дъб, бреза, върба и други. Тъй като, Туховища се намира на преход от полупланинска в планинска област може да се отбележи, че иглолистната растителност, дървесна или храстова, превъзхожда широколистната няколко пъти. От животинските видове се срещат мечка, заек, вълк, лисица, белка, сърна, глиган и много други. Често срещани през лятото са смок мишкар, пепелянка, в сенчестите места усойница, от влечугите срещат се още гущери, дъждовник, и много други.
Хидрографската мрежа включва река Места, Доспат и множество по-малки реки и извори. Налице са множество микроязовири, които се използват за напояване, риболов и други.

## Геология
Вълкосел-Туховишкото неогенско понижение (басейн) е разположено в долната част на южния склон на Западните Родопи и североизточно от коритото на р. Места. То е в землищата на селата Вълкосел, Слащен, Туховища и Годешево.
Като се говори за развитието във времето на грабеновите неогенски басейни в Туховишката свита, според Милорад Вацев в „Нови данни за стратиграфията на неогенските скали от Югозападните Родопи в България“, след свиващите напрежения от края на олигоцена и началото на ранния миоцен, дъното на Вълкосел-Туховишкото понижение се е понижило и е била формирана ниска равна палеодолина, в която са се развивали латеритови почви и изветрителна кора. При последвалото след ранната щирийска фаза по-ново относително разширение, е било проявено по-съществено понижение с активизиране на разломно-блоковите денивелации и утайконатрупване в грабеновите понижения.
Изхождайки от карпофлората на понижението и данните за проявените геоложки събития, може да се посочи, че най-младите седименти от Туховишкия член са вероятно с ранно-средно сарматска възраст.
Средномиоценските седиментни скали от Сатовча-Любчанския и Вълкосел-Туховишкия грабенови басейни и последователните комплекси, които те изграждат, маркират нов етап в развитието на Югозападните Родопи. След свиващите напрежения в Родопския масив в края на олигоценската и през ранномиоценската епоха, свързани със савската и раннощирийската орогенна фаза, е била прекратена вулканската дейност, а палеогенските скали са били високо издигнати.

## История

### Етимология
Според академик Иван Дуриданов името е първоначален патроним на -ишти < -itji от личното име Тухо = полското лично име Tuch, местно име Tuchów, хърватското селищно име Tuhovec, полабското местно име Tuchov. Точно съответствие на Туховища е руското селищно име Туховичи.

### Средновековие
В селото има открит средновековен некропол.
В местността Оградето край с. Туховища, през 1975 г. при селскостопанска работа случайно е открит некропол. Комплексните проучвания на некропола предоставят на българската наука нови данни за населението на Родопско-Пиринската област и за неговата материална и духовна култура от периода на Първата българска държава.
Изследваните 146 гроба на некропола представляват гробни ями с правоъгълна или трапецовидна форма – по-тясна откъм краката. Градени са от каменни плочи, поставени отвесно само на едната им страна. Отгоре са покрити също с каменни плочи – стара езическа традиция, която била разпространена и останала да живее и след приемането на християнството, предимно в Родопите, Пиринската област и Черноморието.
В погребалния обред са налице елементи на езически погребални традиции, каквото е трупоизгарянето, изразено в присъствието на огън в отделни гробове от некропола. В голяма част от изследваните се проследяват някои отклонения от канона на приетата в IX в. официална християнска религия главно по отношение на ръцете. За разлика от християнските погребения, където ръцете са скръстени винаги върху гърдите или коремната област, в некропола при с. Туховища тяхното положение в редица гробове е различно: едната ръка на корема, на гърдите или свита в лакътя под остър ъгъл е поставена към устата или рамото на погребания, а другата е опъната покрай тялото; или двете ръце са спуснати по стар езически обичай покрай тялото на мъртвеца.
В некропола се забелязват черти на погребалния обред, характерен за езическите погребения на прабългарите от Североизточна България: слагане на жертвени съдове с храна при погребаните, послесмъртно ампутиране на крайници (мутилация), частично цялостно послесмъртно ритуално разрушаване на трупа на покойника, привързване на краката и поставяне на камъни върху сърцето и части на тялото на погребания, с цел да не вампиряса.
В устата или в една от ръцете на някои от погребаните са били поставени монети, т.нар. „Харонов обол", за да може покойникът да заплати за лодката, която ще го откара в отвъдния свят. Тази антична традиция, проникнала от юг, била запазена сред българското население.
В сравнително големия брой жертвени съдове, намерени в некропола, се забелязва значително разнообразие от форми, техники и декорация, сред които преобладават славянски керамични традиции. Глинените съдове са обикновено малки и средни по размери, без дръжки, принадлежащи към славянския тип гърнета с украса от вълнисти и хоризонтални, успоредно врязани линии, характерни за всички раннобългарски средновековни обекти, открити на територията на България. Върху дъната на едни съдове са отпечатани релефни знаци, а върху други се забелязват кръгли вдлъбнатини, получени при формуването на оста на колелото, която се е подавала над кръга.
Сред керамичните съдове се срещат с хибридни форми, очевидно дължащи се на обмена между местната византийска култура и културата на заселниците – славяни от една страна, и от друга – влияние на прабългарската култура след включване на западнородопската област в границите на българската държава в началото на IX в.
По своите стилови особености и техники на изработване накитите в некропола са характерни за раннобългарските некрополи предимно в Южна България. В своята цялост, особено във видовете обици, те имат славянски характер, но в някои екземпляри се забелязват елементи от прабългарски произход, например звездообразните висулки на луновидните обици. В металическите гривни с отворени краища, завършващи със змийски глави или стилизирани глави на морски кончета, и в спираловидните пръстени се долавят антични местни занаятчийски традиции. Със своите художествени качества и разнообразие накитите ни дават основание да предполагаме съществуването на високоразвита ювелирна школа, обособила се през X – XI в. в Западните Родопи под силното влияние на византийското ювелирно изкуство.
Устройството на гробовете, погребалният обред и гробният инвентар определят българската етническа принадлежност на погребаните в некропола. Нумизматичният материал дава основание некрополът да бъде поставен в едни по-широки хронологически граници – X – XI в.
Според антропологическите изследвания сред погребаните преобладават северните расови типове, характерни за славяните. По-малък е броят на грацилните медитерански и динаро-медитерански форми, присъщи за местното тракийско население. Наред с тях са налице и европеидните расови типове с монголоидни примеси, характерни за прабългарите. Това изяснява по антропологически път историята на този край. Освен славяните, които асимилирали заварените траки, в етногенезиса на населението на Туховища са влезли и прабългари.
Наличието на тюркски черти, отразени в погребалния ритуал, а в известна степен и в материалите на некропола, показва, че в тази област твърде рано са живели тюркски етнически групи. Те биха могли да се свържат с прабългарите на Кубер, заселили се към 670 г. в Македония – в Керамисийското поле между Битоля и Солун. Според хрониката на император Константин Багренородни част от тези прабългари били преселени в края на VII в. от Юстиниан II в „Планините на Стримон и отвъд клисурите“, т.е. в междуречието на Струма и Места, недалеч от днешното село Туховища.
Географската близост на с. Туховища с районите, обитавани от Куберовите прабългари, е създала възможност за сближаване, влияния и взаимно проникване на славянското население от Югозападните Родопи с прабългарски етнически групи от Беломорието и планинските райони между Струма и Места. На тези контакти между двата етноса несъмнено се дължат откритите прабългарски елементи в погребалния обред и антропологическите типове с прабългарски произход в некропола.
В османските документи селото се среща изписано Тхуища (на османски турски: تــحــويــشــتــه).
Населението на село Туховища е изключително мюсюлманско, като жителите принадлежат към общността на помаците. Няма точна дата на ислямизацията, но се смята, че ислямът в Туховища датира от XVI век.

### XIX век
В XIX век Туховища е мюсюлманско село в Неврокопска каза на Османската империя.
В „Етнография на вилаетите Адрианопол, Монастир и Салоника“, издадена в Константинопол в 1878 година и отразяваща статистиката на населението от 1873 година, Духовища (Douhovischta) е посочено като село с 36 домакинства и 90 жители помаци.
Според Стефан Веркович към края на XIX век в Туховища има мюсюлманско мъжко население 120 души, което живее в 36 къщи.
Съгласно статистиката на Васил Кънчов („Македония. Етнография и статистика“) към 1900 година Туховища (Тувища) е българо-мохамеданско селище. В него живеят 500 българи-мохамедани в 70 къщи.

### XX век
През 1912 година по време на Балканската война Туховища пострадва по време на Покръстването на помаците. При покръстването цялото село се вдига на бунт и прогонва покръстителите. При повторното идване на свещениците от Пловдивската митрополия, те са придружавани от четници на ВМОРО със седалище в отчасти християнските села Сатовча и Долен, които изгарят изцяло Туховища заедно с двете джамии. Изгорени са още Жижево, Вълкосел, Абланица и още мн. други села по Чеча. По време на тези събития населението на Туховища панически бяга на юг, повличайки със себе си населението на Годешево, Избища, Витово и други села от тази част на Чеча, с намерение да стигнат до Турция. В устроения лагер до село Попово село (днес в Гърция) обаче, бежанците научават, че четниците на ВМОРО и покръстителите са оставили селата, макар и в развалини. Така голяма част от бягащите се връщат по родните си места.
Според Димитър Гаджанов в 1916 година във Вълкосел, Годешево, Слащен и Туховища живеят 3012 помаци.
През 1949 година селото влиза в състава на община Слащен по силата на указ 794 на Президиума на Народното събрание от 24 септември 1949 г. С решение на Благоевградския окръжен народен съвет от 28 ноември 1958 г. Туховища минава към община Сатовча. Върнато е на община Слащен с указ 959 на Президиума на Народното събрание от 23 декември 1965 г. По силата на указ 2295 на Държавния съвет на НРБ от 22 декември 1978 г. отново е прехвърлено към община Сатовча.
През 1970 г. жителите на селото стават жертва на Възродителния процес.
По време на Възродителния процес над населението е упражняван системен тормоз, който включвал забрана на изпълнение на всякакъв вид ислямски обреди – посещение на джамия, извършването на сюнет на момчетата, носенето на забрадки, шалвари, погребване по мюсюлмански обичай и т.н. Турско-арабските имена на жителите насила били сменени с християнски и български. Много селяни намират смъртта си около българо-гръцката граница в опит нелегално да емигрират. Често явление е разстрела на хора опитващи се да пресекат нелегално границата с цел сплашване на населението. През 1989 г. населението си възвръща рождените имена.

### XXI век
Населението на село Туховища по данни на преброяването към 24.08.2007 година е 874 жители и го поставя на осмо място по брой жители от четиринадесетте села, съставящи община Сатовча. Същото осмо място заема и по големина на терена, това са 17 015 м², което е 5,11% от терена на oбщина Сатовча.

## Архитектура

### XIX и XX век
Село Туховища е посочено в регистъра за туристически обекти на територията на община Сатовча като село в което могат да се намерят много добре запазени възрожденски къщи от ХІХ и ХХ век в източната част на селото.
Архитектурата на българското възраждане (края на XVIII до 1878 г.) отразява общия икономически, политически и културен подем в живота на българския народ. Поради пълната културна изолация през османското владичество българските строители са майстори-практици, творци на народно строително изкуство. Жилищното строителство заема значителна част от възрожденската жилищна архитектура, оказва голямо влияние върху нейния характер и се отличава с богатство на различни типове къщи. Забогатяващото население изгражда нови и обновява старите селища.
Туховища е старо селище и първоначално се е състояло от четири махали: Вунострана, Каладжиева, Метрьова (Матриво) и Долна Махала. Точно тези са частите на селото в който могат да се намерят запазени възрожденски къщи. Възраждането заварва селищата по българските земи в различна степен на развитие като характерен тогава е потъналият в зеленина просторен двор, ограждащ къщата. Той включва неотменната асма и стенни чешми към улицата. Къщата е оградена от дувар, често край нея има шумяща планинска вада и калдъръмени пътеки а това особено личи на къщите намиращи се в Долна Махала. Така архитектурата става естествено продължение на природата. Строителните материали са камък, дърво и мазилка.
Преобладаващ тип жилище през Възраждането продължава да бъде дървената къща във всичките ѝ разновидности, но в този период тя прави качествен скок – увеличава размерите си, издига се на два, а по-късно и на три етажа. Това е случаят с голяма част от къщите в Долната Махала, от които голяма част са построени на два етажа а къщата е голямо помещение което, още от плановете за строежа е замислена за голямо семейство или две. Долният етаж е отбранителен и стопански, а на горните етажи живеят стопаните.
Еволюцията в организацията на жизнения процес преминава от едностайна до многостайна къща с ясно изразено предназначение на помещенията и композиционното им подреждане. Външният образ на възрожденската къща се изгражда по зрели архитектонични правила. Във фасадата преобладава хоризонтално членене, постигнато с разделяне на двата етажа, като горният обикновено е изнесен с еркери навън. Характерна е силно издадената стряха, легналата форма на чардака, хоризонталните ленти на сантрачите и на прозорците. Над покрива се издигат комини, които също се архитектонизират в многообразни форми. Всичко това създава предпоставки за изграждане на пластична архитектура, на богати и разнообразни улични силуети. Фасадите и разчленените плоскости – еркери, чардачни отвори, ризалити, се оразмеряват в пропорциите на златното сечение.
Туховища е село издигнато върху различни хълмове, което прави терена склонен и това се отразява и в архитектурата. Възрожденската къща в Туховища е разположена терасовидно върху стръмния терен, което пак може да се забележи в строителната техника на къщите в Долна Махала така, че към улицата е на един етаж, а към Каладжийско Дере – на два. Централен композиционен елемент е обширният вестибюл, в който попада посетителят, когато влезе. Приземието и средният етаж са в гладка каменна зидария, разчленена от дървени сантрачи и обикновено без прозорци, а последният етаж е паянтов, измазан с бяла мазилка и с дървено обрамчване. Като правило двата етажа се свързват с външна стълба. Дувари и порти ограждат дворовете.

## Лингвистика
Говорът в село Туховища принадлежи към групата на рупските говори, по-точно на западнорупските. Рупските говори се делят на три големи подгрупи: източни рупски (в Странджа и Тракия), родопски (в Родопите) и западни рупски (Разложко, Гоцеделчевско, Сярско, Драмско и Солунско). Туховишкият диалект съдържа голямо изобилие на гърцизми, турцизми и арабизми. Тези лексикални заемки могат да бъдат обяснени така: в първия случай – с географската близост до Гърция, във втория – поради аналогията на турската култура с тази в Туховища и идентификацията на определени лица с тази етническа група, което води до частично или пълно използване на турски език. По начало, турският език в Туховища се говори до 1912 г., но след като Туховища минава в границите на Царство България използването му води до репресии и е забранено от властите. Поради това с подмяната на поколенията той бавно бива изместен за сметка на родопския диалект. В днешни дни турският език се владее от интернираните по време на комунизма семейства в Шуменския и Старозагорския край, а бройната турска система се владее от по-голямата част на населението (изключение могат да правят най-младите). Друга причина за запазването на турцизмите в диалекта е свързана с културните контакти, т.е. в много случаи приемането на чуждата дума е в резултат на влиянието на една култура, смятана за висша, като турските термини и изрази могат да бъдат свързани със съвместното съществуване на двата езика в периода от края на XIV до края на XIX век по време на османската власт в България. В случая на арабски заемки, въпреки че не са установени данни, които да го доказват, също е възможно да арабизмите в туховишкия диалект да се дължат на приликата между двете култури и опита за имитация. Тези арабизми главно преминават от една страна чрез турския език, който също е много богат на този тип лексикални заемки и от друга страна, от тяхната употребата в ежедневието от религиозни лица като ходжи и имами. Механизмът на доставяне-приемане на лексикални заемки носи със себе си феномена на адаптиране към новия термин към фонологичната и морфологичната система на приемащия език. Така може да се посочи например думата صباح на арабски, която минава в туховишкия диалект като саба̀ле от транслитерацията ص → С, ب → Б, ا → А, ح → Х, и адаптирането към туховишката фонологична система.
По отношение на граматическите категории, не всички се приемат със същата честота, и в този смисъл статистиката сочи, че съществителните са категорията, която се предава най-лесно. Въпреки това, също се среща изобилие от заемки на турски и арабски фрази и изрази в туховишкия диалект като الحمد لله – al-ḥamdu li-llāh – Слава на Аллах (остарели), форми за поздрав на арабски مرحبا – marħába – здравей или турски hoşgeldin – добре дошъл и hoşbulduk – добре приет, се използва еквивалентно с арабските форми السلام عليكم – As-salamu alaykum – (буквално „мир на тебе“, използвано като „здравей“) и съответният му отговор وعليكم السلام – wa-ʻaláykum as-salām – буквално „и мир да бъде с вас.“
Туховишкият диалект има някои особености и в това отношение може да се говори за диглосия в Туховища. Диглосията е положението на съвместното съществуване на две езикови сортове в рамките на една и съща популация или територия, където единият език има престижен статут, като език на културата, престижно или служебно ползване, в сравнение с другия, който се свежда до социално по-ниската ситуация на устния говор, семейния живот и фолклора. Най-характерната черта на една диглосна ситуация е функционалната специализация на двете езикови сортове, състоящи се от висок стандартен сорт (стандартен български), който се използва при официални комуникативни ситуации, и от друга страна един нисък сорт (туховишкият диалект), използван в неформални комуникативни ситуации. Семейната комуникация и ежедневието се извършва на туховишки диалект, докато официалните случаи, като публични речи, изискват използването на българския книжовен език.

### Морфология
- Глаголно окончание за 1 лице единствено число сегашно време за I и II спрежение -м: кра̀дам, пѝшам, ру̀кам, но -а при глаголите от свършен вид: уо̀крадна, ру̀кна.
- Форми за множествено число ’и: нуòг’и (нозе), рòк’и (ръце).
- Образуване на умалителни имена чрез наставката -инка: рачѝнка (ръчица), учѝнки (оченца).
- Глаголи със суфикс -уовам (сравни с книжовното -увам): купуòвам, празнỳвам.
- Повелително наклонение за 2 л. мн. ч., образувано чрез окончание -ите (сравни с книжовното -ете): муòлите, слуòжите.
- Повторителни глаголи окончаващи на -ицам (сравни с книжовното -ичам): ублѝцам, испѝцам.
- Влияние на турския език в диалекта, който се изразява не само с големия брой турцизми, но и в някои морфологични аспекти, например:
  - отричане с частицата ич (hiç) вместо „не“ използвана в рупските говори (ич вѝдех)
  - категория род на глагола: Най-често глагола се спряга в среден род. „Кад’е си билу“ вместо „къде си била“
  - словоред – в диалектната характеристика на Туховища се забелязва стремеж глаголът в простите изречения да бъде изместен в края а не в началото, както би трябвало.

### Лексика
- Изобилие от турцизми: айляк (свободен), чок шукер’ [на Аллах] (благодаря), аферун/-ин (браво), шик’èр’ (захар), гюнàх (грях), аларел’етем’èсун’ (да почива в мир / Allah rahmet eylesin). Гърцизми: пруо̀гима (закуска / πρωινό / transcript.: proino), уоти (защо / ὅτι / transcript.: hoti), лàхна (зеле / λάχανο / transcript.: lahano). Aрабизми: башка̀ (по отделно / بشكل / transcript.: bashakl), саба̀ле (сутрин / صباح / transcript.: sabah), ѝшела (дано / إن شاء الله / transcript.: In šāʾ Allāh). Най-често срещани са турските лексикални заемки, могат да се посочат о̀шгелдън (hoşgeldin), о̀шбулдук (hoşbulduk), реа̀ть(rahat), куландѝсвам (от глагола kullanmak), алъштѝсвам (от глагола alışmak), салдардѝсвам (от глагола saldırmak), дах (dağ), учуру̀м (uçurum), сока̀к (sokak), капиджѝк (kapıcık), гизлю̀к (gözlük), казмо̀ (kazma), ала̀хкабулетсън (Allah kabul etsin), ала̀рахметалейсън (Allah rahmet eylesin), чокшукир (çok şükür), тахмѝндже (tahmince), инкя̀р (inkar), ихтиба̀р (ihtibar), ала̀беклесин (Allah beklesin), ала̀корусун (Allah korusun), бо̀шлаф (boşlaf), апта̀л (aptal), гѝздав (güzel), юрт (yurt), арѝта (harita), кита̀п (kitap), ханчѐр (hançer), ябанджѝ (yabancı), чола̀к (çolak), орта̀к (ortak), силя̀х (silah), янлъ̀ш (yanlış), текѝн (tekin), дос (dost), ку̀зев (kuzey), шукулагере (kolay gelsin), кулай (kolay) и други.
- Лично местоимение за 1 л. ед. ч. я (аз)
- Тройно показателно местоимение: твà, свà, нвà – ейтвà, ейсвà, ейнвà.
- Диалектна употреба на думи като: л’ут (кисел), летѝ дош (вали дъжд), парлѝф (лютив).
- Употреба на собствени думи, който трудно могат да се свържат с чужди езици, като например ж’èл’ка (коприва), която може да се свърже със словашката žihľava или малайската Jelatang, всички с корен жел-, или òрле (сопол) с неясен произход.
- Други: рỳкам (викам), нимуòй (недей).

### Фонетика
- Сонантният ър / ръ, се изговарят като ôр: кôрф (кръв).
- Изговор на удареното o като уо дифтонг: куòн’ (кон), уòч’и (очи), гуòст (гост).
- Склонност към премахване на първоначалното х- пред гласни: уòдих (ходих), ар’èсах (харесах), àйде (хайде).
- Склонност в думи, съдържащи –ю– два пъти, разделени от съгласна, да се превръща първата в –и–: мислюмàнин’ (мюсюлманин), титю́н’ (тютюн).
- Редуциране на неударено o като у пред неударена сричка: мàслу.
- Застъпник на стб. ѫ и ъ – често е о: пот’, сон’.
- Интензивно използване на меки съгласни в края на думите: п’ет’, уòган’.
- Якав изговор пред съгласни ж и ш: в’àшка (вежда), н’àшту (нещо)
- Якав изговор при някои глаголи: б’àсе (беся), м’àсе (меся).
- Двусричните и многосричните имена от мъжки род в множественото си число окончават на -е: учѝтеле (учители), уфч’àре (овчари).
- Наличие на голям брой меки съгласни:
  - в края на думата: калпàк’, д’ен’, пот’
  - пред предните гласни е и и: т’òн’к’и, к’ѝт’к’и, ж’òл’т’и)

## Население
На 31 декември 1998 година населението на Туховища е 939 жители. В последвалите години обаче, то е засегнато от силната емиграция и демографската криза в България като цяло, настъпила след 1989 г. Ето защо в следващите няколко години броят на населението постоянно намалява, достигайки 735 лица по настоящ адрес и 884 жители по постоянен адрес през 2011 г. Разликата в цифрите се получава, защото много от регистрираните по постоянен адрес работят или живеят другаде, без да променят постоянния си адрес на местожителство. При преброяването на населението през 2011 г. на въпроса относно етническа принадлежност голяма част от жителите се идентифицират като българи.
Етнически състав на населението на селото:
| Етнос      | Брой лица | Процент |
| ---------- | --------- | ------- |
| Българи    | 651       | 91,6%   |
| Други      | 51        | 7,2%    |
| Неясни     | 8         | 1,1%    |
| Отговорили | 711       |         |

Разпределение на населението по възраст през 2011 г.
Възрастовата пирамида на населението на Туховища е с нередовна форма но, ако се изолират нередностите, може да се забележи пирамида с регресивна структура, закръглена, подходяща за застаряващите страни, с нулев или отрицателен растеж. Това показва спад в раждаемостта през последните години, както и едно предвидимо застаряване и дори загуба на населението. Пирамидата има тесен връх, в който се забелязва, че хората на възраст между 75 и повече от 85 години са 26 от общо 735 жители. Ако се погледне дъното на пирамидата се вижда тесногръдие, тези с възраст 0 – 9 години, отразявайки факта, че младото население е много ниско, но не по-ниско от остарялото. Не е така с хората между 10 – 25 години, които представляват нередност в пирамидата, тъй като, ако не представляваха толкова голям брой, пирамидата ще представя редовна регресивна структура. Тази нередност и причината на която се дължи може да се свърже с миграционните потоци, особено в периода 2000 – 2005 г., на хора на възраст между 25 и 35 години, повечето от които са млади семейства които, в решението си да емигрират, са решили да оставят децата си в родината, където те са започнали обучението си или имат намерение да го започват и в пирамидата представляват особеност. Това решение засяга емигрантът както в икономичен, тъй като разходите в издръжка на дете в чужбина биха се увеличили, така и в психологичен план, тъй като емигрантът ще живее далеч от семейството си. Този факт състои в началото на XXI век едно социално явление, което ще накара емигрантът да доведе семейството си с него в чужбина, където, в много случаи, детето започва и продължава обучението си, както начално така и средно, дори и висше образование, макар че в последния случай явленията са по-редки.
В централната част на пирамидата е видимо едно разширяване в населението между 20 и 54 години, което може да се свърже с решението им да останат в родната държава по време на миграционните потоци в началото на XXI век.
Динамика на населението:
Население от 1873 – 2011 година

## Демографски процеси
В периода на съществуването си от селото непрекъснато са се оформяли емигрантски групи, изселващи се към по-големите градове и чужбина по различни причини. Ако се върнем назад през 1876 г. можем да посочим голяма част емигрирали от селото и от региона въобще, по случай Априлското въстание което избухва на 20 април 1876 г. като негова задача е освобождение на България от Османската империя. През 1912 г. избухва Балканската война, като тогава голяма част от населението на Туховища и останалите села бягат далече от конфликта.
Няколко десетилетия по-късно започва Възродителният процес в началото на 70-те и продължава до края на 80-те. Мерките за прокарване на тази политика се състоят в смяна на арабско-турските имена с български и „връщане към корените на българщината“ чрез забрана за използване на турски език, насилствено ограничаване на традиционните обичаи и ритуали и изповядването на тяхната религия. Това създава конфликт от които хората искат да избягат чрез южната съседка на България, република Гърция, към Турция. Някои от тях успяват, други са убити на границата, а трети остават в селото и търпят. Като цяло официално се констатира, че изселилите се семейства само към Турция в периода февруари 1934-февруари 1935 г. са 54. Тази бройка обаче е по-голяма, защото не се вземат предвид изселниците преди и след тази година. Може да се каже, че в днешни дни, като най-голямо средище на изселниците от Туховища се намира в село Гьокче чакмак, област Самсун, Република Турция. Населението на това село се преселва от Туховища в споменатата 1934 г.
| Година      | Брой |
| ----------- | ---- |
| 1873        | 90   |
| 1880 – 1890 | 120  |
| 1900 – 1910 | 500  |
| 1989        | 912  |
| 2006        | 880  |
| 2007        | 874  |
| 2010        | 846  |

## Религия
В село Туховища живеят над 800 жители мюсюлмани. В селото има две джамии – Йенѝ джамия и Ескѝ джамия. Йени джамия, също и Меркез („централната“) е в центъра на селото и има едно минаре с два балкона. Съвременното минаре е построено през 1989 година (след падането на тоталитарния режим в България) под ръководството на строителния техник Мустафа Шукриев и майсторите Зейнил Каларев, Алиосман Юмер, Юсуф Башов и доброволната финансова помощ на цялото население, Ескѝ джамия се намира в горната махала, има едно минаре с един балкон.
Първият религиозен храм в Туховища – Ескѝ джамия („старата джамия“) е построен в Горната махала на селото. Можем да предположим, че това е така, защото там населението било повече на брой отколкото в останалите махали някога. Характерно за тази джамия е, че не се знае кога е построена. Не е открита нито плоча нито регистър, споменаващ година на строеж. В устната традиция на жителите на селото също не е останало предание за годината на построяването на молитвения дом. Единственото запазено предание до днес от хората е фактът, че джамията в Горната махала е построена много преди да бъде изградена втората джамия в центъра. Именно до нея е и едно от най-старите гробища в района, привличащо вниманието на посетителите си със запазените надгробни плочи характерни за Османско-турската култура.
Джамията в Долната махала – Меркез (централната) също и Йени (новата) най-вероятно е строена през XVI век по същото време, когато е построена и джамията в село Кочан.
По план и вътрешно оформление, Централната джамия е копие на Ескѝ джамия в Горната махала. Разликата е в размерите на молитвения дом, който е по-голям на централната джамия. Постройката на храма представлява четириъгълна сграда разделена на две части. Основната част има вътрешни размери 66 m² която оформя молитвения дом. Останалата част е преддверие с малка стаичка заемащи около 18 м² В двора на джамията има още две постройки, като едната е по-голяма изпълнявала ролята на религиозно училище в миналото, а по-малката постройка е на разположение за ритуално почистване преди молитва. И двете джамии в селото са били горени и разрушавани няколко пъти. За последен път те били изгорени през 1912 – 1913 г. при акциите на ВМРО в района. При реставрацията на централната джамия през 2012 г. излязоха наяве опушената зидария и овъглените дървени пояси и колони, които хората не са могли да подменят с нови, затова само ги покрили с дървена обшивка, а стените били боядисани с бяла пръст. Критичен период за джамиите е и периода на т. нар. Възродителен процес в България, период в който храмовете били в полуразрушено състояние.
В съседство и на двете джамии са запазени гробища, в които са погребани местни духовници и религиозни лица. Надгробните плочи са характерни за османско-турската култура – правоъгълни плочи изписани на османско-турски език, завършващи с тюрбан в горния край. До днес запазени такива плочи се откриваха само в гробището на Горната джамия, и рядко на други места, обикновено ако са били скрити от близките на починалия, за да бъдат спасени от разрушение, по време на Възродителния процес. Смяташе се, че плочите в гробището на Централната джамия са изцяло разрушени и прибрани по време на т.нар. „Възродителен процес“ в България, но след реставрацията през есента на 2012 г. бяха открити няколко камъка сравнително запазени, които за изложени до стената на гробищния парк. Причината, те да бъдат запазени в Горната джамия е, че във въпросния период, гробището и околностите на джамията били толкова занемарени и буренясали, че никой не се съгласил да чисти, само за да бъдат разрушени надгробните плочи.
Джамиите се ръководят от двете джамийски настоятелства, съответно за двата района, което се обедини след промените наложени от Главно мюфтийство. По този начин се състави една обща организация Джамийско настоятелство – с. Туховища. Организацията отговаря за местните религиозни въпроси, включително и поддръжка на молитвени домове, вакъфски имоти и гробищни паркове. Подчинено е съответно на районно мюфтийство – град Гоце Делчев и Главно Мюфтийство на Република България в София.
Централната джамия е реставрирана през 2000 г. от бизнесмена Венцислав Шишманов и с благотворителна финансова помощ на жителите. Повторно е направен основен ремонт през есента на 2012 г. финансиран и ръководен от братя Сандеви.

## Обществени институции
- Кметство – Село Туховища
- ОУ „Св. св. Кирил и Методий“
- Целодневна детска градина
- Читалище „Граничар“
- Библиотека
- Здравна служба

## Училище
„Напред науката е слънце“ са думите с които Основно училище „Св. св. Кирил и Методий“ посреща своите ученици, учители и гости. От създаването му до днес са изминали повече от 80 години. 1925 г. е годината когато за пръв път са поставени основите на училището по инициатива на селяните и първият учител в селото Никола Маринов, който преподава до 1929 г. Същата година той слага край на живота си по неизвестни причини. С неговата смърт започват да се зараждат и легенди сред учениците които вярвали, че духът му обитава училището.
В края на десетилетието 2000 и началото на 2010 училището е изправено пред доста сериозни проблеми. От една страна конфликти между учители, от друга, проблеми от финансов характер, които са довели до масово преместване на учениците в други училища. През 2012 г. в училището се обучават смесени паралелки като следва – втори и трети клас, четвърти и пети клас, шести и седми клас.
От основаването на училището до 1945 г. трудно се намират сведения за това как протича учебния процес и пред какви проблеми е поставено училището. След 1945 г. тогавашния директор на училището започва да води записки свързани с дейността на училището. Особено голямо внимание е отделено на честванията на празниците и, по-специално, на „Ден на труда и на международната работническа солидарност“ отбелязван на първи май. Известно е, че празникът се посрещал с изключителна радост и вълнение сред населението. Рано сутринта, след първият училищен звънец, цялото село се събирало в двора на училището, за да вземе активно участие в първомайската манифестация. В записките си Атанас Трендафилов, директор на училището, описва празника по следният начин:
„Звънецът бие и всички се събират празнично облечени пред училището и се поздравяват с празника. Децата от училището развълнувани се качват в строй на стълбите, за да изкажат добре научените си стихотворения пред своите родители и близки. Построени в редици пред гордото пионерско знаме. Почти през целия ден всички празнуват с весели български народни песни.“
Старите хора в селото с изключителна гордост и вълнение разказват как на първи май учениците, освен че рецитирали стихотворения в двора на училището, обикаляли селото с песни, а хората им се радвали. През този период условията в училището не са особено благоприятни за провеждане на нормални учебни занятия, тъй като първата построена училищна сграда е премахната и училищните занятия се провеждат в други сгради, неподходящи за учебни цели. Въпреки крайно затрудненото провеждане на учебната дейност, учителите не се отказват и полагат големи усилия учебно възпитателните работи да не изостават: ”в духа на комунизма, пролетарски интернационализъм в обич към партията, народното правителство и народа.” Нуждата от по-добри условия за провеждане на нормални учебни занятия се засилва през 1960 г. Така, една година по-късно, се полагат основите на новата училищна сграда. Мечтата на учители, ученици и родители се сбъдва като се построява двуетажна училищна сграда, която отваря врати на 12 март 1962 г. Учениците са 75 с трима учители: Атанас Трендафилов, Петър Праматаров и Стоилка Трендафилова. През този период се формира първият училищен хор, който се представя най-добре на събора „Да бъдем бдителни като Ваклинов“.
До 1974 г. не е писано нищо за училището, следващият заемащ длъжността директор се опитва да даде някаква информация относно дейността на училището през изминалите няколко години като споменава откриването на прогимназията. До този момент децата от 5-и до 8-и клас са се обучавали в съседното село, което се намира на 2 км. от Туховища. Това затруднявало доста учениците, тъй като нямало превоз и се налагало да ходят пеш. Нещата ставали доста лоши когато настъпвала зимата. Въпреки това, с откриването на прогимназията не се решават всички проблеми на училището, тъй като вече то било запълнено от обучаващи се деца от 1-ви до 8-и клас. Учителите не смогвали с преподаването, затова се наложило сливане на класове. Като първи клас се обучавал заедно с втори и съответно трети клас заедно с четвърти.
В записки на един от учителите, Иван Минчев, се споменава, че учителите са се сблъсквали с много трудности при обучението на учениците, тъй като по това време не се е считало за нужно обучението на децата, защото те трябва да помагат на родителите на полето, и не са им позволявали да ходят на училище. От там идвал и проблемът с нередовните ученици. Огромен проблем за учителите е и справянето с ниския успех на учениците, дисциплината и хигиената, тъй като все още родителите гледат пренебрежително към обучението на своите деца.
Като трагична може да се посочи ситуацията през 1969 г. когато никой в селото нямал придобито средно образование. Това се оказва голям проблем за манталитета на преобладаващото население което се е занимавало предимно със селскостопанска дейност, като по този начин родителите не смятали за необходимо децата им да придобиват даже елементарно основно образование. Проведения Пленум на ЦК на БКП за реформа в образователната система на НРБ през 1970 година налага коренни изменения в структурата на цялостния учебно-възпитателен процес. С това решение се правят коренни промени и в училището в Туховища. С всяка изминала година селяните започват все повече да осъзнават нуждата от училище и обучение за техните деца, за това имат и огромна заслуга учителите, които се сблъскват с не малко трудности и лишения заради самите условия в селото през периода и ниската снабденост с храна и учебни пособия в местния магазин. В следващите години броят на учениците все повече се увеличава, като стига близо до 150 ученици. Съответно с това нараства и нуждата от повече учители, като така се увеличава сериозно и учителският колектив.
По време на Възродителния процес учителите се заемат с разясняването на мотивите за стигането до този процес и провеждат активна информативна дейност, както на учениците, така и на техните родители, като ги убеждават за нуждата от смяна на имената им. Този период може да се счита като много труден не само за селото като цяло, но и за това, че се отразява много зле върху учебната дейност. Налага се смяна на всички дневници с имената на учениците и замяната им с нови. Учениците са повлияни от настроенията на техните родители и се противопоставят на това.
През учебната 1973 – 1974 г. за пръв път в историята на училището е записано името на учител, който е родом от с. Туховища: Алберт Башов. Той преподава за кратко, тъй като впоследствие бяга зад граница.
През 1975 г. директора на училището Иван Минчев с официална церемония открива паметник в чест на първия учител и основател на училището, Никола Маринов.
След 1989 г. основните проблеми в училището са от финансов характер. Главно поради тази причина училищния стол е предоставен за провеждане на сватбени тържества. С тези средства главно се организират училищни екскурзии, закупува се и първият цветен телевизор както и касетофон с който се улеснява по някакъв начин учебния процес. През годините след 1989 г. учителският колектив се състои изцяло от местни кадри което до някаква степен улеснява възприемането на учебния материал, тъй като по-лесно става контактуването между учители, ученици и родители.
Въпреки затрудненията, редовно до 2006 г., в училището се провеждат екскурзии до забележителностите на България и тържествено се отбелязват всички празници като на всеки празник се подготвя специална програма с рецитали на ученици, песни, игри и т.н.

## Спорт

### Футболен клуб „Граничар“
„Граничар“ – Туховища е регистриран през 1976 г. като футболен отбор и е създаден по идея на хора от селото и жители, които желаят да има отбор. Някои от тези хора са Мизамидин Синанов, който е и първият треньор на отбора. Също така помагат и учители от град Гоце Делчев като Георги Теменджийски и началник на заставата г-н Вълков, който помага и за направата на игрището, както и учител Стоян Габровски от Дупница. Класовете на Теменджийски и Габровски са многократно изкарвани да помагат, а отделно и те двамата са били футболисти. Президент на отбора е г-н Емин Мустафов Юмеров.
Името на отбора „Граничар“ е наследство от читалището в селото, което също се казва „Граничар“, и създателите решават да продължат със същото име. В селото се играе футбол още дълго преди да бъде създаден официален футболен отбор, но през 1976 г., главните инициатори, г-н Синанов, г-н Теменджииски, учител Габровски и командир на заставата – Вълков, решават че трябва да се регистрира като официален футболен отбор. С помощта на хора от селото, идеята на тези инициатори тръгва напред и отбора успява да се развие и да стане твърд опонент на противниците си. Преди отборът да бъде регистриран официално са играели на различни терени. След като е направена регистрацията, няколко мача са били проведени на стадионите в селата Годешево и Слащен, докато стадионът на „Граничар“ – Туховища бъде готов.
Преди село Туховища да има официален отбор добрите футболисти са били взимани в селата Слащен и Вълкосел, където са се тренирали, и с тяхна помощ е бил съставен отборът на Туховища. След като са били регистрирани отборите на другите села в Чеча, играчи от Туховища са били взимани при тях. За играта в отбора треньорите са се разбирали с командира на заставата, като той е пускал добри войници в играта а те са допринасяли за техните победи. В това отношение, пример е бил командира на граничната застава Живко Йовчев, от село Ключ, Петричко, понеже войниците са били добре тренирани и всяка сутрин са бягали по 8 км. в посока с. Годешево и обратно. Със съгласието на г-н Йовчев, в „Граничар“ – Туховища са се картотекирали 6 войници, а може да се отбележи че двама от тях са били изключително добри, това са вратарят г-н Анев, който след уволнението си е бил в „Миньор“ – Перник на ниво А група, както и нападателят г-н Цветков, от София, който, впоследствие, заиграва в „Славия“ – София. През тези години отборът се е движел в групата на началната тройка. В началните години са взели първо място, като е трябвало да играят квалификации за влизане в B група, но теренът на туховишкия отбор не е бил одобрен поради лошото състояние на пътя към селото, и е бил пуснат друг отбор от Горно Драглище.
Най-силният етап на отбора може да се посочи този през началото на 1980-те. Едва 5 години след създаването му, отборът бързо се е изкачил на първите позиции благодарение на учителите, войниците и жителите играчи от селото. Ахмед Кьойбашиев, Бекир Бекиров, Алиосман Котелов и Мехмед Кьойбашиев са някои от първите футболисти, родом от Туховища. Алиосман Котелов е бил и един от най-класните нападатели и, впоследствие, заиграва за отбора на „Стрела“ – Вълкосел. Големите, и добре познати, отбори ветерани, през този период, често са подценявали уменията и професионализма на туховишкия отбор, но малкият „Граничар“ – Туховища не веднъж се е доказвал.
Отборът винаги е бил поддържан от жителите запалянковци, a официален спонсор не са имали никога. Може да се каже че през периода ТКЗС са играели ролята на „официален“ спонсор, тъй като са пускали пари за поддръжката на отбора, както и курсовете за пътуване по селата, но отборът винаги е разчитал на запалянковците. Също така са били събирани пари, когато се е плащал баланс на хората по време на ТКЗС. Те не са възразявали, тъй като след като отбора е на селото, те трябва да го поддържат. Местните хора, вземайки парите от баланса, са отделяли и сума за отбора. През най-новия период на отбора, особено внимание може да се обърне на Мехмед Касапов, бивш жител на селото, който живее в САЩ заедно със семейството си повече от 30 години, който през 2009 г. прави подарък – екипировка за отбора. Като цяло отборът не се е изправял пред големи проблеми, но като такъв може да се отбележи че трудно е било определянето на терена за игрището, обаче с помощта на кмета и командира на заставата, г-н Вълков, и г-н Синанов, един от първите и един от инициаторите за съставяне на отбора и игрището, тези проблеми са били решени. През 2000 г. проблемите на отбора са главно от финансов характер, като същата година прекъсва, и футболистите, съставящи го, са ходели в отборите на съседните села Вълкосел, Слащен и др. През 2009 г., след 9 години главно безпаричие и липса на финанси, отборът е регистриран наново, спонсориран от туховишкия емигрант Мехмед Касапов.
Първи състав на „Граничар“ – Туховища
- Синанов
- Цветанов
- Ичев
- Андонов
- Живко Йовчев
- Мехмед Кьойбашиев
- Али Халимов
- Бекир Бекиров
- Стойчо Габровски
- Георги Теменджийски
- Джемисап Топалов
- Али Дангов
- Мехмед Имамов
- Джамал Чаушев
- Алиосман Котелов

## Интересни факти
- През 1912 г. при опожаряването на селото от четниците на ВМРО и опита за покръстване на туховищенци, населението се вдига от селото и тръгва в посока югоизток с намерение да се пресели в Турция. Стига до Попово село в устроения временен лагер достига вестта, че четниците са разбити и селото е свободно. Така голяма част от бежанците се връщат и построяват селото отново.[36]
- Българо-турската граница до 1912 г. преминавала през местността „Карако̀ла“, северозападно от Туховища[37]
- На 18 февруари 1933 се започва изселническата вълна от селото към Турция. На тази дата се изселват само 4 семейства, но в продължение на 1 година броят на изселилите се семейства достига 54. Така селото изпада в демографски срив, а властта налага строги мерки по охрана на държавната граница. По-късно започва да се прилага интерниране на отделни семейства към централна и Северна България. Потомците на тези изселници живеят около Измир, Чанаккале и Самсун, а връзката им с родния край почти прекъсната.[38]
- През март 1950 г. граничната полиция осуетява едно от най-мащабните бягства в бившия Горноджумайски окръг, когато 16 жители от Туховища са заловени заедно със своя водач Небийе Имамов Небиев, в опит нелегално да избягат в Турция. Месец по-късно на протичащия съдебен процес в Неврокопското отделение на Горноджумайския окръжен съд, участниците са осъдени да излежават различен срок в тъмничен затвор, лишаване от граждански права, да заплатят различни по размер глоби и да им бъде отнето част от имуществото.[39]
- Заради участието си в „Нелегални помашки групи на територията на Горна Джумая“ в доклад на Христо Г. Димитров от 25 януари 1947 г. Туховища е включено в графа към населените места, които трябва да бъдат изселени във вътрешността на страната. „Става дума за село с 525 жители, отстоящо на 2 км от границата с Гърция“. Споменава се още, че селото попада в т.нар. Опасна зона, ето защо то трябва да бъде изселено.[39]
- През 2004 г. в Туховища се заснемат няколко сцени от българския игрален филм „Откраднати очи“.[40]
- Коренът на световноизвестния турски певец Таркан е от с. Туховища [41]
- В Република Турция съществува село, което е идентично на Туховища. Селото на туховищенци в Турция е много по-голямо от днешното Туховища в България. То е образувано след изселническата вълна през 1934 г. и в днешни дни има население около 1500 жители. Нарича се Гьокче чакмак и се намира във вилаета Самсун, (близо до черноморското крайбрежие на Турция).
- През 2012 г., за първи път от началото на демокрацията в България, в селото е избран кмет, издигнат от партия, различна от ДПС.[42]

## Личности
Родени в Туховища
- Али Теветоолу - дядо на световноизвестния певец от турски произход Таркан.
- Росица Котелова – американски инженер и дизайнер, възпитаник на Харвард[43]
- Мехмет Касапов - американски бизнесмен. През комунизма емигрира в САЩ, по-късно благодетел на селото.[44]
- Назми Мехмед (1967 – 2018 г.) – общественик и емигрант в САЩ. Създател на форума Pomak.eu[45]
- – Али Чаушев (1876 – 1966) – общественик и теолог, получил образованието си в прочутото по това време училище на Мехмед Али Паша, основано през 1817 г. в град Кавала.

Починали в Туховища
- Никола Маринов – първият учител, назначен в първото светско българско училище в селото - ОУ „Св. св. Кирил и Методий“ през 1926 г.

Свързани с Туховища
- Ондер Танър - турски политик от Партията на справедливостта и развитието и кмет на община Кестел, гр. Бурса. Неговият дядо е от село Туховища, а от Годешево е неговата баба.

## Галерия
- Снимки от Туховища
- Поглед към село Туховища през 2012 г.
- Поглед към Туховища
- Площадът с „Младежкия дом“
- Джамията в центъра
- Табелата при влизане в селото